# Анки-Киеле

Анки-Киеле (рисунок чукотского художника Онно, 1945 год)

Анки-Киеле (также Анкы-Келе, Анка-Кал; чук. «дух моря») — дух моря в чукотской и эскимосской мифологии.

## Описание и основные функции
Анки-Киеле относится к категории духов-келе, которая включает в себя не только враждебные человеку силы, но и духов-хозяев (аун-ральыт). Согласно рисунку чукчи Онно (1912—1953), Анки-Киеле живёт на дне моря, имеет огромную мохнатую голову с двумя глазами и большой зубастой пастью. Рисунок из собрания В. Г. Богораза (рис. 1, e) изображает Анки-Киеле с телом рыбы. Все эти детали роднят его с некоторыми другими духами-хозяевами: озёрным духом Гытгы-Калом, также имеющим косматую голову (рис. 1, a) и т. д.
Анки-Киеле мог послать хороший улов рыбы или успех в добыче прочих морских обитателей. Этого можно было добиться, послав к нему душу шамана.